# Parki w Krakowie

## Zabytkowe
| Nazwa                                 | Powierzchnia [ ha ] | Dzielnica             |
| ------------------------------------- | ------------------- | --------------------- |
| Planty                                | 21,42               | Stare Miasto          |
| Planty Dietlowskie                    | 4,96                | Stare Miasto          |
| Park Jalu Kurka                       | 1,67                | Stare Miasto          |
| Park Strzelecki                       | 1,41                | Grzegórzki            |
| Park im. Tadeusza Kościuszki          | 3,18                | Prądnik Biały         |
| Park im. Henryka Jordana              | 21,36               | Krowodrza             |
| Park Krakowski im. Marka Grechuty     | 5,14                | Krowodrza             |
| Park im. Ludwika Decjusza             | 9,54                | Zwierzyniec           |
| Park im. Anny i Erazma Jerzmanowskich | 7,02                | Bieżanów-Prokocim     |
| Park im. Wojciecha Bednarskiego       | 8,39                | Podgórze              |
| Planty im. Floriana Nowackiego        | 2,67                | Podgórze              |
| Park Dworski w Łuczanowicach          | 4,60                | Wzgórza Krzesławickie |
| Park Wadów                            | 2,33                | Wzgórza Krzesławickie |
| Park przy ulicy Klasztornej           | 0,88                | Nowa Huta             |

## Pozostałe

Park Lotników Polskich – największy park miejski w Krakowie.

| Nazwa                                              | Powierzchnia [ ha ] | Dzielnica                                                |
| -------------------------------------------------- | ------------------- | -------------------------------------------------------- |
| Bulwary Wiślane                                    | 30,68               | Stare Miasto, Grzegórzki, Zwierzyniec, Dębniki, Podgórze |
| Park Dąbie                                         | 7,96                | Grzegórzki                                               |
| Park Reduta                                        | 7,80                | Prądnik Czerwony                                         |
| Park Zaczarowanej Dorożki                          | 2,06                | Prądnik Czerwony                                         |
| Park Leśny Witkowice                               | 15,80               | Prądnik Biały                                            |
| Park im. Wisławy Szymborskiej                      | 0,80                | Stare Miasto                                             |
| Park Krowoderski                                   | 8,01                | Prądnik Biały                                            |
| Park im. Stanisława Wyspiańskiego                  | 2,57                | Prądnik Biały                                            |
| Park Kleparski – Forty Kleparz                     | 3,57                | Krowodrza                                                |
| Park im. Wincentego á Paulo                        | 2,33                | Krowodrza                                                |
| Młynówka Królewska                                 | 15,13               | Krowodrza, Bronowice                                     |
| Park Rzeczny im. Włodzimierza Tetmajera            | 13,13               | Bronowice                                                |
| Park Dębnicki                                      | 4,82                | Dębniki                                                  |
| Park Solvay                                        | 15,85               | Łagiewniki-Borek Fałęcki                                 |
| Park Zdrojowy w Swoszowicach                       | ok. 2               | Swoszowice                                               |
| Park Maćka i Doroty (Kliny)                        | 10,31               | Swoszowice                                               |
| Park Duchacki                                      | 2,84                | Podgórze Duchackie                                       |
| Park Kurdwanów                                     | 4,22                | Podgórze Duchackie                                       |
| Park Aleksandry                                    | 4,70                | Bieżanów-Prokocim                                        |
| Park Lilli Wenedy                                  | 9,32                | Bieżanów-Prokocim                                        |
| Park Rżąka                                         | 3,49                | Bieżanów-Prokocim                                        |
| Park Płaszów                                       | 8,80                | Podgórze                                                 |
| Park Czyżyny                                       | 3,00                | Czyżyny                                                  |
| Park Lotników Polskich                             | 59,14               | Czyżyny                                                  |
| Ogród Doświadczeń im. Stanisława Lema              | 6,00                | Czyżyny                                                  |
| Park gen. pil. Stanisława Skalskiego               | 4,93                | Czyżyny                                                  |
| Park Tysiąclecia                                   | 11,29               | Mistrzejowice                                            |
| Planty Mistrzejowickie                             | 10,71               | Mistrzejowice                                            |
| Fort 48 „Batowice” – park na osiedlu Złotego Wieku | 7,10                | Mistrzejowice                                            |
| Fort Mistrzejowice – Park na osiedlu Piastów       |                     | Mistrzejowice                                            |
| Planty Bieńczyckie                                 | 16,82               | Bieńczyce                                                |
| Park nad Zalewem                                   | 17,00               | Bieńczyce                                                |
| Park Zielony Jar                                   | 8,70                | Wzgórza Krzesławickie                                    |
| Park im. Stefana Żeromskiego                       | 3,07                | Nowa Huta                                                |
| Park Szwedzki                                      | 2,33                | Nowa Huta                                                |
| Park Wiśniowy Sad                                  | 2,73                | Nowa Huta                                                |
| Park Ratuszowy                                     | 2,21                | Nowa Huta                                                |
| Skałki Twardowskiego                               | ok. 35              | Dębniki                                                  |
| Park Zakrzówek – użytek ekologiczny                | 17,50               | Dębniki                                                  |
| Bulwary Białuchy – Park rzeczny nad Białuchą       |                     | Prądnik Czerwony                                         |
| Ogród nad Sudołem                                  | 1,30                | Prądnik Czerwony                                         |
| Park Stacja Wisła                                  | 1,44                | Podgórze                                                 |
| Zalew Bagry                                        | 7,83                |                                                          |

## Kieszonkowe (tzw. ogrody Krakowian)
| Nazwa                               | Powierzchnia [ ha ] | Dzielnica                |
| ----------------------------------- | ------------------- | ------------------------ |
| Ogród Motyli                        |                     | Podgórze                 |
| Ogród Kwietny                       |                     | Stare Miasto             |
| Ogród Trawiasty                     |                     | Prądnik Biały            |
| Ogród Dębowy                        |                     | Prądnik Czerwony         |
| Ogród Literacki                     |                     | Krowodrza                |
| Ogród Artystyczny                   |                     | Zwierzyniec              |
| Ogród Magiczny                      |                     | Dębniki                  |
| Ogród Leśny                         |                     | Łagiewniki-Borek Fałęcki |
| Park Kieszonkowy im. Papcia Chmiela |                     | Zwierzyniec              |
| Ogród Matematyczny                  |                     | Swoszowice               |
| Ogród Technologiczny                |                     | Pogórze Duchackie        |
| Ogród Zakręcony                     |                     | Bieżanów-Prokocim        |
| Ogród Polny                         |                     | Mistrzejowice            |
| Ogród Sielski                       |                     | Bieńczyce                |
| Ogród Prehistoryczny                |                     | Wzgórza Krzesławickie    |
| Ogród Lipowy                        |                     | Nowa Huta                |
| Ogród Relaksacyjny                  |                     | Czyżyny                  |
| Ogród Ptasi                         |                     | Grzegórzki               |
| Pierwszy Ogród                      |                     | Zwierzyniec              |
| Ogród Sąsiedzki                     |                     | Wzgórza Krzesławickie    |
| Ogród Malwowy                       |                     | Bronowice                |
| Ogród Filtrowy                      |                     | Bronowice                |
| Ogród Chwastowy                     |                     | Podgórze                 |
| Ogród Teatralny                     |                     | Nowa Huta                |
| Ogród Kasztanowy                    |                     | Stare Miasto             |
| Ogród Krzewowy                      |                     | Podgórze                 |
| Ogród Młodzieżowy                   |                     | Krowodrza                |
| Ogród Wiewiórkowy                   |                     | Czyżyny                  |
| Ogród Fabryczny                     |                     | Grzegórzki               |
| Ogród Niebiański                    |                     | Czyżyny                  |
| Ogród Baśniowy                      |                     | Podgórze                 |
| Ogród Szachowy                      |                     | Bieżanów-Prokocim        |
| Ogród na osiedlu Krakowiaków 18     |                     | Nowa Huta                |
| Ogród Saski                         |                     | Podgórze                 |
| Ogród Gołębi                        |                     | Krowodrza                |
| Ogród Krakowianek                   |                     | Krowodrza                |
| Ogród Mrówkowy                      |                     | Mistrzejowice            |
| Ogród Sąsiedzki na Kazimierzu       |                     | Stare Miasto             |

## Łąki
| Nazwa            | Powierzchnia [ ha ] | Dzielnica   |
| ---------------- | ------------------- | ----------- |
| Łąki Nowohuckie  | 57,17               | Nowa Huta   |
| Błonia           | 48                  | Zwierzyniec |
| Błonia mogilskie | 7,5                 | Nowa Huta   |

## Laski
| Nazwa              | Powierzchnia [ ha ] | Dzielnica             |
| ------------------ | ------------------- | --------------------- |
| Lasek Wolski       | 419,0               | Zwierzyniec           |
| Lasek Mogilski     | 23,48               | Nowa Huta             |
| Lasek Łęgowski     | 20,57               | Czyżyny               |
| Las Witkowicki     | 15,07               | Prądnik Biały         |
| Lasek Krzesławicki | 5,5                 | Wzgórza Krzesławickie |

## Parki krajobrazowe
| Nazwa rezerwatu                      | Powierzchnia | Dzielnica |
| ------------------------------------ | ------------ | --------- |
| Bielańsko-Tyniecki Park Krajobrazowy |              |           |
| Tenczyński Park Krajobrazowy         |              |           |

## Rezerwaty
| Nazwa rezerwatu       | Powierzchnia | Dzielnica |
| --------------------- | ------------ | --------- |
| Bielańskie Skałki     | 1,73 ha      |           |
| Bonarka               | 2,29 ha      |           |
| Panieńskie Skały      | 6,41 ha      |           |
| Skałki Przegorzalskie | 1,38 ha      |           |
| Skołczanka            | 36,77 ha     |           |

## Użytki ekologiczne
| Nazwa                                          | Powierzchnia [ ha ] | Dzielnica     |
| ---------------------------------------------- | ------------------- | ------------- |
| Uroczysko w Rząsce                             | ok. 59 ha           |               |
| Łąki Nowohuckie                                | 57,17               | Nowa Huta     |
| Zakrzówek                                      | 17,50               |               |
| Las w Witkowicach                              | 15,07               | Prądnik Biały |
| Dąbrowa                                        | 14,97               |               |
| Dolina Prądnika                                | 14,145              |               |
| Dolina Potoku Olszanickiego – Łąki Olszanickie | 5,64                |               |
| Rozlewisko potoku Rzewnego                     | 2,77                |               |
| Staw Dąbski                                    | 2,53                | Grzegórzki    |
| Uroczysko Kowadza                              | 1,82                | Dębniki       |
| Staw przy Cegielni                             | 0,88                |               |
| Staw Królówka                                  | 0,85                |               |
| Staw przy Kaczeńcowej                          | 0,82                | Bieńczyce     |
| Rybitwy                                        | 0,64                |               |
| Staw w Rajsku                                  | 0,39                |               |